# Ferrari World (Themenpark)
Koordinaten: 24° 29′ 1″ N, 54° 36′ 25″ O

Achterbahn Formula Rossa

Ferrari World ist ein Themenpark auf der Yas-Insel in Abu Dhabi, Vereinigte Arabische Emirate. Er weist eine Gesamtfläche von 25 Hektar auf, davon mit 8 Hektar der weltgrößte überdachte Themenpark. Geboten werden 20 Attraktionen rund ums schnelle Autofahren.

## Geschichte
2005 gaben Aldar Properties PJSC und Ferrari bekannt, einen Themenpark bauen zu wollen. Im November 2008 wurde mit den Bauarbeiten begonnen und am 4. November 2010 wurde der Park eröffnet. Ferrari World ist damit der erste große Themenpark neben dem kleineren am Stammsitz in Maranello, der für die Marke Ferrari gebaut wurde. Das Design stammt vom englischen Architekturbüro Benoy, die Arbeiten wurden durch das Ingenieurbüro Ramboll beaufsichtigt.
Nach nur einem Jahr in Betrieb musste Ferrari World mehr als 100 Mitarbeitern wegen geringer Auslastung des Themenparks kündigen. Die Öffnungszeiten der Anlage wurden um ca. 30 Prozent gekürzt, weil insbesondere vormittags zu wenig Besucher kamen. Das verbleibende Personal musste Lohnkürzungen und Bonianpassungen hinnehmen.

## Attraktionen
Ferrari World beinhaltet eine voll funktionsfähige Freizeitrennstrecke, eine Gokartbahn sowie einen Rallye-Parcours und eine Drag-Racing-Piste, dazu eine große historische und aktuelle Ferrari-Produktübersicht mit dem ersten Ferrarihändler der Region. Dazu kommen ein Show- und Theaterkomplex und einige spezielle Fahrschulen mit Renn-Schnupperkursen. Die übrigen verschiedenen Aktivitäten rund ums Autofahren und die schnelle Bewegung bieten unter anderem die mit 240 km/h Spitzengeschwindigkeit schnellste Achterbahn der Welt – Formula Rossa (Beschleunigung von 0 auf 100 km/h in 2,9 Sekunden und von 0 auf 240 in 4,9 Sekunden). In nachempfundenen Ferrari-Fahrzeugen soll dem Besucher auch mit dieser Achterbahn das in der Formel 1 auftretende Fahrgefühl, insbesondere das der hohen Beschleunigungskräfte, nahegebracht werden. Eine weitere Achterbahn ist Fiorano GT Challenge. Viele der Fahrmöglichkeiten wenden sich bewusst an Kinder und Jugendliche, weil Ferrari davon ausgeht, vor allem hier ihre zukünftigen Käufer zu finden. Selbstverständlich steht in den Restaurants und Imbisseinrichtungen die italienische Küche im Vordergrund.
Südlich der Ferrari World wurde am 1. November 2009 auf dem neuen Yas Island Circuit der erste Große Preis von Abu Dhabi ausgetragen.

### Achterbahnen
| Name                 | Typ                                               | Hersteller          | Eröffnungsjahr | Weblinks |
| -------------------- | ------------------------------------------------- | ------------------- | -------------- | -------- |
| Fiorano GT Challenge | Launched Coaster, Racing Roller Coaster           | Maurer Rides        | 2010           |          |
| Flying Aces          | Wing Coaster                                      | Intamin             | 2016           |          |
| Formula Rossa        | Launched Coaster                                  | Intamin             | 2010           |          |
| Formula Rossa Junior | Familienachterbahn, Indoor Coaster                | Zamperla            | 2020           |          |
| Mission Ferrari      | Launched Coaster, Indoor Coaster                  | Dynamic Attractions | 2023           |          |
| Turbo Track          | Launched Coaster, Shuttle Coaster, Indoor Coaster | Intamin             | 2017           |          |